# Comuna de Gryfino
Gryfino (polaco: Gmina Gryfino) é uma gminy (comuna) na Polónia, na voivodia de Pomerânia Ocidental e no condado de Gryfiński.
De acordo com os censos de 2005, a comuna tem 31.238 habitantes, com uma densidade 123,2 hab/km².

## Área
Estende-se por uma área de 253,62 km².

## Demografia
Dados de 31 de Dezembro de 2005:
|                      | Total   | Total | Mulheres | Mulheres | Homens  | Homens |
| -------------------- | ------- | ----- | -------- | -------- | ------- | ------ |
|                      | pessoas | %     | pessoas  | %        | pessoas | %      |
| População            | 31261   | 100   | 15898    | 51       | 15363   | 49     |
| Densidade (pop./km²) | 123,2   | 100   | 62,8     | 62,8     | 60,4    | 60,4   |

De acordo com dados de 2002, o rendimento médio per capita ascendia a 1424,55 zł.